# 11665 Діріхле
11665 Діріхле (11665 Dirichlet) — астероїд головного поясу, відкритий 14 квітня 1997 року.
Тіссеранів параметр щодо Юпітера — 3,098.